# Aeroportul Batangafo
Aeroportul Batangafo (IATA: BTG, ICAO: FEGF) este un aeroport din Prefectura Ouham, Republica Centrafricană, Republica Centrafricană ce deservește zona Batangafo. A fost numit după zona deservită.
Situat la o altitudine de 409 m, aeroportul dispune de o singură pistă.